# バーミン

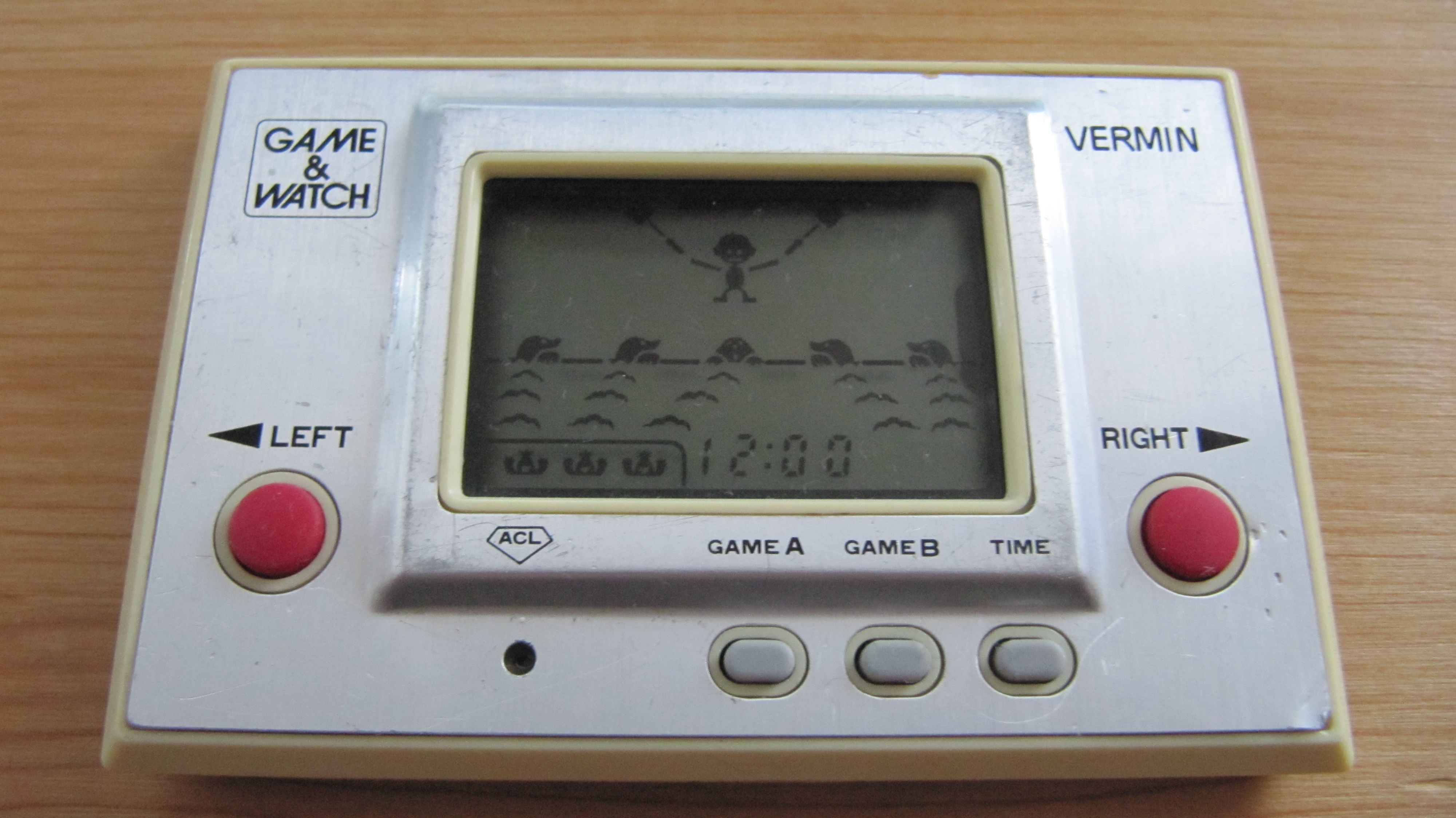
ゲーム&ウオッチ「バーミン」

バーミン (VERMIN) は、任天堂の携帯型液晶ゲーム機「ゲーム&ウオッチ」シリーズのひとつ。1980年7月10日発売。

## 内容
タイトルは害獣を意味し、「モグラ叩きゲーム」をモチーフにしたもの。モグラが顔を出す穴が横に5つ並んでおり、モグラが出現する際にはその予兆として穴の手前の地面が盛り上がる表示がされるので、プレイヤーキャラを左右に移動させ、顔を出したモグラを叩く。
プレイヤーキャラは広げた両手にハンマーを持っており、そのハンマーの下にモグラが顔を出したとき自動的に叩くようになっている。ハンマーよりも外側のモグラはもちろん、キャラクターの真下に現れたモグラも叩くことはできない。従ってプレイヤーキャラはモグラの真正面でなく、両手のハンマーがモグラの上に来るよう操作する必要がある。得点が100点単位に近付くにつれて、モグラの現われるスピードも速くなっていく。
モグラを叩き損ねるとミスとなり、3回ミスでゲームは終了する。最高得点は999点。
多くのゲーム&ウオッチシリーズと同様、GAME AとGAME Bの2種類がある。大きな違いとして、GAME Aでは中央以外の4つの穴からモグラが出没するのに対し、GAME Bでは5つ全ての穴から出没する。

## 細かな外装違い
通常の外装は銀板に白が一般的だが、中には銀板に黒の外装の製品が出回ったことがある。海外で出回ったものも銀板に黒だが、名前が違う類似品なので一目で見分けがつく。今は数台しか確認されていない。そのほかに、銀板にサファイアブルーのブルーインパルスバージョンもある。ロゴの位置や「BLUE IMPULSE」の文字の印刷などが違い、こちらも数台しか確認されていない。

## 移植・リメイク
- ゲームボーイ用ソフト「Game Boy Gallery: 5 Games in 1」 - 1995年に北米/ヨーロッパ限定で発売された。原作のアップデート版と言える内容。
- ゲームボーイ用ソフト『ゲームボーイギャラリー2』 - 原作を基にしたバージョンとリメイクバージョンを収録。
- ニンテンドーDSiウェア『ゲーム&ウオッチ バーミン』
- ゲーム&ウオッチ（カラースクリーン）『ゼルダの伝説』 - 操作キャラクターがゼルダの伝説シリーズの主人公リンクに、モグラがオクタロックになっているバージョンを収録[1]。